# Urko Berrade
Urko Berrade Fernández (Pamplona, 28 novembre 1997) è un ciclista su strada spagnolo che corre per il team Equipo Kern Pharma; è professionista dal 2019.

## Palmarès
- 2018 (Lizarte, una vittoria)

Circuito de Pascuas
- 2024 (Equipo Kern Pharma, una vittoria)

18ª tappa Vuelta a España (Vitoria-Gasteiz > Maeztu)
- 2025 (Equipo Kern Pharma, una vittoria)

Classica Camp de Morvedre

### Altri successi
- 2021 (Equipo Kern Pharma)

Classifica giovani Tour du Limousin

## Piazzamenti

### Grandi Giri
- Vuelta a España

2022: 65º
2024: 42º

### Classiche monumento
- Liegi-Bastogne-Liegi

2022: ritirato

### Competizioni mondiali
- Campionati mondiali

Wollongong 2022 - In linea Elite: ritirato